# فيتالي بتروف (سائق سيارة سباق)
فيتالي بتروف (بالروسية: Виталий Александрович Петров)‏ هو سائق سيارة سباق روسي، ولد في 8 سبتمبر 1984 في فيبورغ في روسيا.

## وصلات خارجية
- الموقع الرسمي
- فيتالي بتروف على موقع Racing-Reference.info (الإنجليزية)
- فيتالي بتروف على موقع DriverDB.com (الإنجليزية)